# بوریس آندریف (فضانورد)
بوریس آندریف (به انگلیسی: Boris Andreyev (cosmonaut)) فضانورد اهل اتحاد شوروی است که در ۶ اکتبر ۱۹۴۰ در مسکو زاده شد.